# Spirit (musikalbum av Spirit)
Spirit är det självbetitlade första studioalbumet av den amerikanska rockgruppen Spirit. Albumet spelades in 1967 och utgavs av skivbolaget Ode Records i januari 1968. I Europa gavs albumet ut av CBS Records. Albumets musik rör sig i ett brett spektrum av psykedelisk rock, jazzrock, folkrock och experimentell musik. Det blev en försäljningsframgång i USA och nådde plats 31 på Billboard 200-listan. 
Albumet har senare uppmärksammats för att en av dess låtar, den instrumentala "Taurus" av Randy California innehåller gitarrpartier som är mycket lika introt till Led Zeppelins välkända låt "Stairway to Heaven" från 1971. Fallet prövades i brittisk domstol 2016, men är ännu (2019) ej avgjort.

## Låtlista
(kompositör inom parentes)
1. "Fresh-Garbage" (Jay Ferguson) - 3:11
2. "Uncle Jack" (Ferguson) - 2:44
3. "Mechanical World" (Mark Andes, Ferguson) - 5:15
4. "Taurus" (Randy California) - 2:37
5. "Girl in Your Eye" (Ferguson) - 3:15
6. "Straight Arrow" (Ferguson) - 2:50
7. "Topanga Windows" (Ferguson) - 3:36
8. "Gramophone Man" (Ferguson, John Locke, California, Andes, Ed Cassidy) - 3:49
9. "Water Woman" (Ferguson) - 2:11
10. "The Great Canyon Fire in General" (Ferguson) - 2:46
11. "Elijah" (Locke) - 10:42